# Lago Schiessrothried

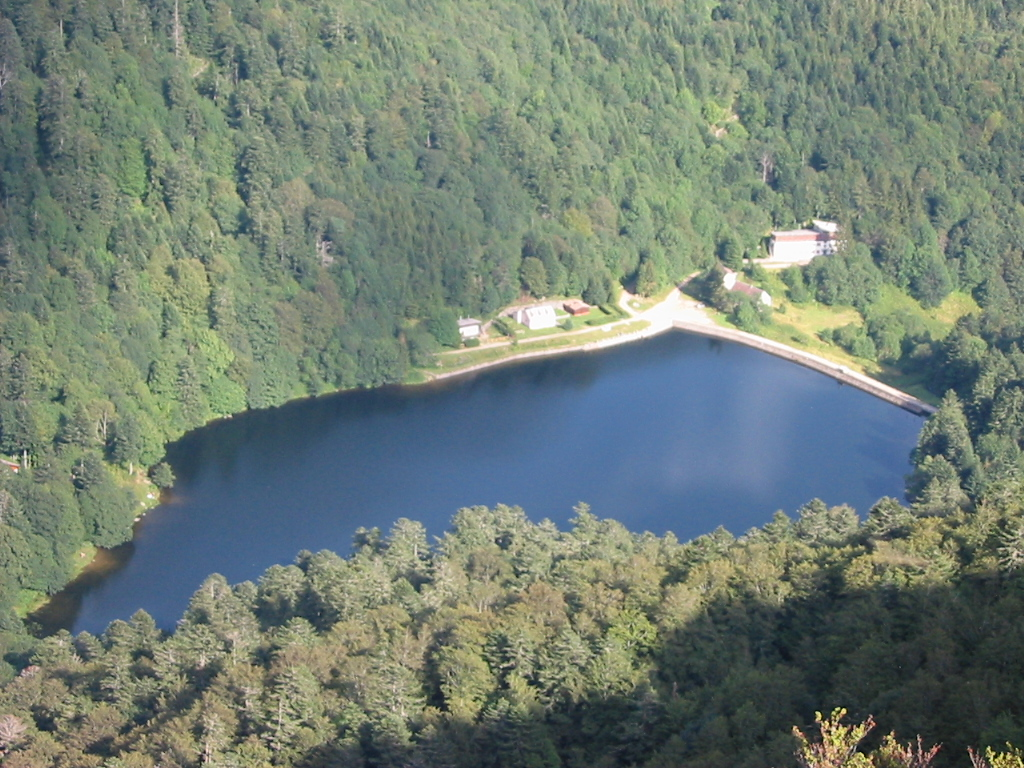
Vista aérea del lago.

Schiessrothried es un lago en el Haut-Rhin, Alsacia, Francia. A una altitud de 926 m, su superficie es de 0.056 km ². Se localiza en la cordillera de los Vosgos.